# El Texano Jr.
Juan Arturo Aguilar Leos (Ciudad de México, 31 de julio de 1984) es un luchador profesional mexicano, más conocido bajo el nombre de El Texano Jr.
Aguilar es hijo de Juan Conrado Aguilar Jáuregui, también tiene varios tíos y primos que son luchadores profesionales. Aguilar ha trabajado principalmente para el Consejo Mundial de Lucha Libre (CMLL) a lo largo de su carrera, pero ha hecho varias giras por Japón para New Japan Pro Wrestling (NJPW) de 2005 hasta 2007. En noviembre de 2011, Aguilar dejó el CMLL para unirse a Producciones Perros del Mal y a la AAA, donde pasó a ganar el AAA Mega Campeonato de la AAA en diciembre de 2012 y manteniéndolo por 2 años hasta perderlo ante El Patrón Alberto.
Aguilar ha sido dos veces campeón mundial, al haber sido Megacampeón de AAA. Además, fue una vez Campeón Mundial en Parejas de AAA con Rey Escorpión, fue una vez Campeón Mundial de Tercias de AAA con Máscara Año 2000 Jr. y Toscano. También fue el ganador del Rey de Reyes en 2015 y de la Guitarra de Oró en 2017.

## Carrera

### Circuito independiente (1999-2003)
Aguilar fue entrenado por su padre antes de su debut en la lucha libre profesional. En 1999 comenzó a trabajar como el personaje enmascarado (luchador enmascarado) "Kempo Kid", ocultando su relación familiar del público. Entre 1999 y 2002 o 2003, el Kempo Kid ganó varias Lucha de Apuestas , o "partidos de apuestas" donde forzó a sus oponentes a desenmascararse como resultado. Sus victorias en máscaras incluyen Éxtasis, Avispón Jr. y Apolo Negro. A fines de 2002, o principios de 2003, Kempo Kid perdió un combate de apuestas contra Stuka Jr. y se vio obligado a desenmascararlo. Como parte de la tradición, se supone que los luchadores anunciaron su verdadero nombre, lo que significa que Aguilar reveló que él era el hijo de El Texano.

### Consejo Mundial de Lucha Libre (2003-2011)
No mucho después de adoptar el nuevo nombre, comenzó a trabajar para el Consejo Mundial de Lucha Libre, la promoción de lucha libre más antigua del mundo y la más grande de México. El 7 de octubre de 2005 Texano Jr. ganó su primer campeonato de lucha libre profesional cuando se asoció con El Sagrado y Máximo para vencer a Pandilla Guerrera ("Sangre Azteca , Doctor X y Nitro).
a finales de 2009 Texano Jr. y El Terrible se involucraron en una rivlidad historia de "México vs. Japón" que había estado sucediendo desde el verano cuando comenzaron a trabajar con el dúo japonés No Limit (Yujiro y Naito). El 4 de diciembre de 2009, Terrible y Texano Jr. derrotaron a No Limit en un combate de cabello contra cabello Luchas de Apuesta que fue el evento principal del espectáculo Sin Salida de CMLL. Después del combate, ambos miembros de No Limit tenían la cabeza completamente afeitada por las tradiciones de lucha libre.
El 14 de diciembre de 2010, El Texano Jr. perdió el Campeonato Mundial Histórico de Peso Semicompleto de la NWA a Shocker.

### Asistencia Asesoría y Administración / Lucha Libre AAA Worldwide (2011-2021)
El 8 de diciembre, El Texano Jr. y Toscano aparecieron en otra conferencia de prensa, donde se anunció que se unirían a la empresa Asistencia Asesoría y Administración (AAA). Más tarde ese día en un evento de International Wrestling Revolution Group (IWRG), tanto El Texano Jr. como Súper Nova se unieron a la cuadrilla de Perros del Mal. El Texano Jr. hizo su debut AAA el 16 de diciembre en Guerra de Titanes, formando el stable "El Consejo" con los extrabajadores de CMLL Toscano y Máscara Año 2000 Jr. como heels. Su primer combate de El Consejo en AAA tuvo lugar el 18 de marzo en Rey de Reyes, donde El Texano Jr., Máscara Año 2000 Jr. y Toscano derrotaron a representantes de AAA Dr. Wagner Jr., Electroshock y Heavy Metal, siguiendo interferencia del miembro más nuevo del stable, "El Hombre de Negro".
El 19 de mayo, El Texano Jr., Máscara Año 2000 Jr. y Toscano derrotaron a Los Psycho Circus (Monster Clown, Murder Clown y Psycho Clown), tras otra interferencia de El Hombre de Negro, para ganar el Campeonato Mundial de Tríos de AAA. El 16 de junio, El Hombre de Negro se desenmascaró y reveló que era Máscara Año 2000 debajo de la máscara. El 7 de octubre en Héroes Inmortales V, El Texano Jr. ganó el sexto torneo anual Copa Antonio Peña, anotando la última eliminación sobre el Megacampeón de la AAA El Mesías. Sin embargo, luego la copa fue quitada de El Texano Jr. cuando el árbitro Copetes Salazar descubrió que Texano Jr. había hecho trampa para ganar la lucha. Con una oportunidad por el Megacampeonato de AAA en su futuro, El Texano Jr. formó una alianza con Dorian Roldán, llevando El Consejo bajo el paraguas de su stable La Sociedad. El 2 de diciembre en Guerra de Titanes, El Texano Jr. derrotó a El Mesías para convertirse en el Megacampeón de la AAA más joven de la historia. El 18 de febrero de 2013, El Consejo perdió el Campeonato Mundial de Tríos AAA ante Los Psycho Circus en su revancha titular, cuando Toscano conectó a El Texano Jr. durante el combate.
El 17 de marzo en Rey de Reyes, El Texano Jr. defendió con éxito el Megacampeonato de AAA contra Blue Demon Jr. El 16 de junio en Triplemanía XXI, El Texano Jr. defendió con éxito su título contra Heavy Metal por segunda vez. El 3 de septiembre, Texano Jr. se convirtió en el luchador con el reinado más largo como Campeón Mundial en la historia de la era moderna, superando el antiguo récord de 274 días de Jeff Jarrett.
El 7 de junio de 2014, en Verano de Escándalo, El Texano Jr. defendió con éxito el título contra Psycho Clown, luego de que el exárbitro de CMLL Rafael el Maya se volviera heel y se uniera a El Consejo. La rivalidad entre El Texano Jr. y Psycho Clown culminó el 17 de agosto en Triplemanía XXII, donde Psycho Clown salió victorioso en una lucha de apuestas entre los dos, obligando a Texano Jr. a afeitarse la cabeza. Después de un reinado de dos años, El Texano Jr. perdió el Megacampeonato de AAA ante El Patrón Alberto el 7 de diciembre de 2014, en Guerra de Titanes, poniendo fin a su récord de 735 días de reinado.
El 4 de marzo en Rey de Reyes, Texano Jr. compitió en el torneo anual venció a Aero Star, Psycho Clown y El Mesías para ganar el Torneo Rey de Reyes 2015. El 24 de mayo en Lucha Libre World Cup, Texano hizo equipo con El Hijo del Fantasma y Psycho Clown como representantes del Team AAA siendo eliminados por ROH/Lucha Underground (Moose, Cage & ACH) en la primera ronda. El 9 de agosto en Triplemanía XXIII, Texano hizo equipo con El Hijo del Fantasma y Pentagón Jr. en una lucha titular por el Campeonato Mundial de Tríos de AAA ante Los Güeros del Cielo (Angélico & Jack Evans) con Fénix y Los Hell Brothers (Averno, Chessman & Cibernético) donde salieron victoriosos.
El 22 de enero de 2016 en Guerra de Titanes, Texano Jr. y El Mesías vencen a Dr. Wagner Jr. y Psycho Clown en una lucha por equipos por una oportunidad por el Megacampeonato de AAA en Rey de Reyes.  El 23 de marzo, Texano Jr. derrotó a El Mesías para ganar el vacante Megacampeonato de AAA por segunda vez. El 28 de agosto en Triplemanía XXIV, Texano defendió su título ante Brian Cage y Dr. Wagner Jr. en un Triple Threat Match. El 5 de marzo, Texano obtiene su segunda defensa ante Wagner. 
El 19 de marzo en Rey de Reyes, Texano Jr. pierde el título por segunda ocasión ante Johnny Mundo en un Triple Threat Match donde estaba también El Hijo del Fantasma quien ocasionó una lesión de cuello. El 16 de mayo, Texano Jr. se negó la disculpa de Fantasma por haberlo lesionado en Rey de Reyes al aplicar su Thrill of the Hunt, pero Texano Jr. interrumpió entonces, pero a pesar de las insistencias de Fantasma, Texano atacó a su compañero cambiándose a heel nuevamente y tuvo que ser retirado por el equipo de seguridad para su ataque.
El 13 de julio de 2021, Texano Jr. fue anunciando en un evento de "Hecho en México" de Alberto El Patrón, anunciando su salida de la AAA tras 9 años en su carrera.

### Impact Wrestling (2017-2018)
Texano hizo su debut en Impact Wrestling, ayudando a El Hijo del Fantasma y a Pagano a derrotar a Eddie Edwards y Ethan Carter III, después del partido los tres entregaron una paliza después del combate con Texano usando una cuerda para batir antes de que James Storm hiciera su salve.
El 20 de septiembre en Impact!, Texano desafió sin éxito a Austin Aries para el Campeonato Mundial de Impact.

## En lucha
- Movimientos finales
  - Final Kick (Savate kick)
  - Mexican Dream (Swinging side slam)
  - Sitout powerbomb
  - Tornado Texas (Fireman's carry DDT)
- Movimientos de firma
  - Big splash
  - Dragon screw
  - Multiple suplex variations
    - Double underhook
    - German
    - Northern Lights
    - Snap
    - Super

  - Overdrive
  - Pumphandle drop
  - Silver King Dive (Corkscrew plancha off second rope from inside the ring)
  - Superkick
  - Turnbuckle powerbomb
- Apodos
  - "El Gabacho de Oro"
  - "La Octava Maravilla del Mundo"
  - "La Pura Riata"

## Campeonatos y logros
- Consejo Mundial de Lucha Libre
  - Campeonato Mundial Histórico de Peso Semicompleto de la NWA (1 vez, inaugural)
  - Campeonato Nacional de Tríos (1 vez) – con El Sagrado & Máximo

- DDT Pro-Wrestling
  - Ironman Heavymetalweight Championship (1 vez)

- Lucha Libre AAA Worldwide
  - Megacampeonato de AAA (2 veces)
  - Campeonato Mundial en Parejas de la AAA (1 vez) – con Rey Escorpión
  - Campeonato Mundial de Tríos de AAA (2 veces) – con Máscara Año 2000 Jr. y Toscano (1) y La Hiedra, Rey Escorpión & Taurus (1)
  - Copa Antonio Peña (2012)
  - Rey de Reyes (2015)

- Pro Wrestling Illustrated
  - Situado en el #79 en los PWI 500 de 2014[1]
  - Situado en el #87 en los PWI 500 de 2015
  - Situado en el #57 en los PWI 500 de 2016
  - Situado en el #88 en los PWI 500 de 2017
  - Situado en el Nº220 en los PWI 500 de 2018[2]
  - Situado en el Nº413 en los PWI 500 de 2019[3]